# GQ Lupi
GQ Lupi è una stella della costellazione del Lupo. Si tratta di una giovane (circa 2 milioni di anni) nana arancione, variabile del tipo T Tauri, avente il 70% della massa solare e distante 456 anni luce dal sistema solare.

## Possibilità di un sistema planetario
Nel 2005, è stata confermata la scoperta di un oggetto substellare in orbita intorno alla stella, denominato GQ Lupi b, che è stato anche visualizzato otticamente dal Very Large Telescope il 25 giugno 2004. Assieme a 2M1207b, si tratta di uno dei primi candidati esopianeti ad essere stati osservati direttamente. Tuttavia, data la sua massa, stimata in media circa 20 MJ, ma che potrebbe andare da 1 a 36 volte la massa di Giove, GQ Lupi b potrebbe non essere considerato un pianeta ma una nana bruna, nel caso che la sua massa fosse di almeno 13 MJ.
Nel 2020 è stata scoperta una stella compagna della giovane T Tauri, denominata 2MASS J15491331-3539118: si tratta di una debole nana rossa di classe M4 avente una massa del 15% di quella del Sole e situata a una distanza di 2400 UA dalla principale.
Segue un prospetto sulle principali caratteristiche del sistema planetario.
| Nome      | Nome      | Massa         | Semiasse maggiore | Periodo orbitale | Scoperta |
| --------- | --------- | ------------- | ----------------- | ---------------- | -------- |
| GQ Lupi b | GQ Lupi b | tra 1 e 40 MJ | 32 ± 2,25 UA      | 1200 anni        | 2004     |